# Sunne
Sunne er et byområde i Sunne kommun i Värmlands län i Sverige. I 2018 var indbyggertallet 5098.